# 愛犬美容看護専門学校

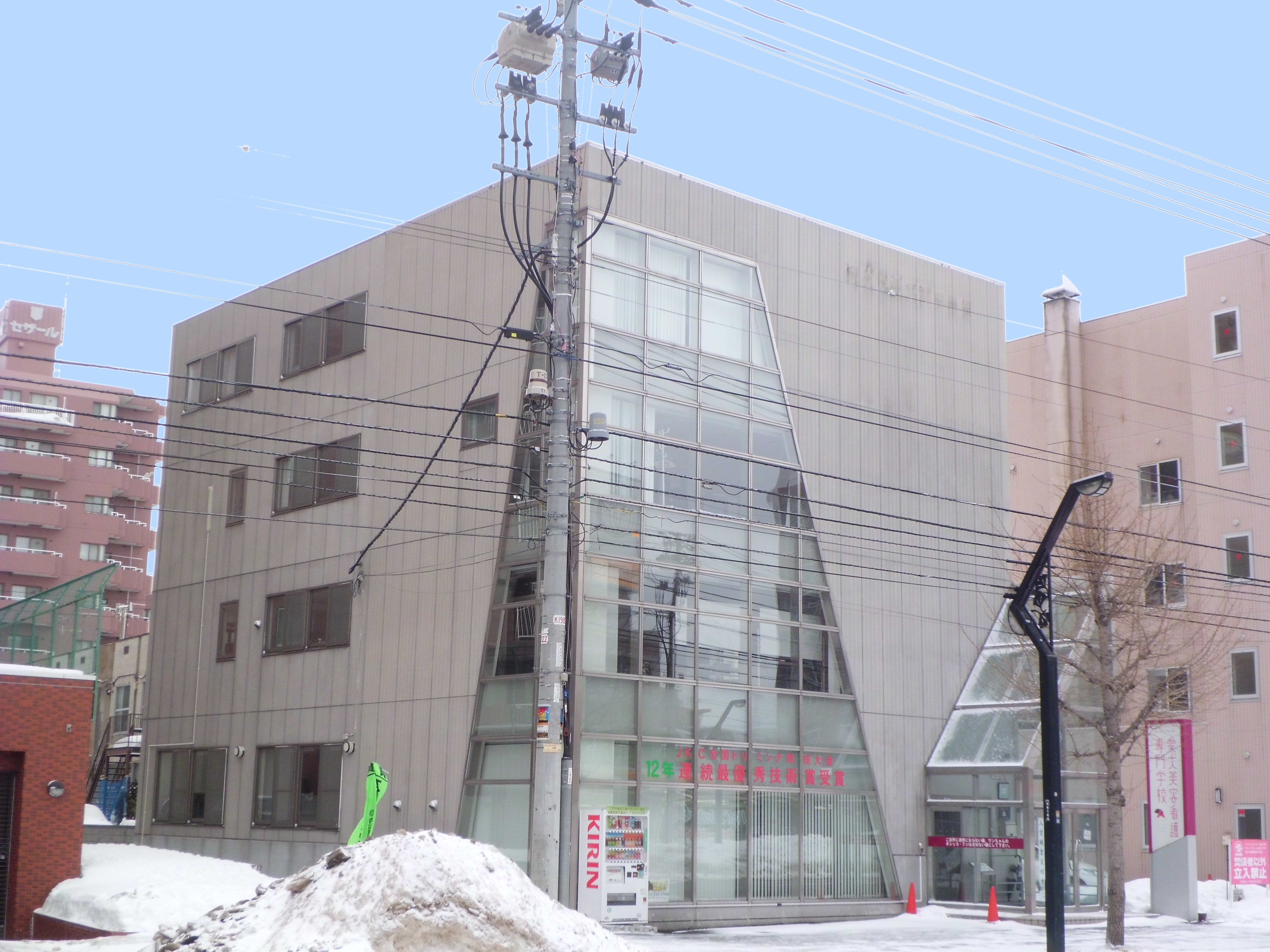
愛犬美容看護専門学校

愛犬美容看護専門学校（あいけんびようかんごせんもんがっこう）は、北海道札幌市中央区南9条西7丁目1-31 にあるトリマー・愛玩動物看護師の養成校。
コースはトリマー科・愛玩動物看護科・トリマー専攻科・トリマー高等専攻科がある。
職業実践専門課程認可校。
社団法人ジャパンケネルクラブ (JKC) 指定校（北海道唯一）・日本小動物獣医師会認定校・社団法人日本愛玩動物協会指定校・インターナショナルキャットクラブ（ICC)認可校。
2011年（平成23年）4月、北海道愛犬美容学園から改称した。

## 学科
- トリマー科（2年）
- 愛玩動物看護科（3年）
- トリマー専攻科（1年）
- トリマー高等専攻科（2年）

## 資格
- ジャパンケネルクラブ トリマーライセンス A級・B級・C級 ハンドラーライセンス C級
- 愛玩動物看護師資格(国)
- 日本愛玩動物協会 愛玩動物飼養管理士資格 1級・2級
- インターナショナルキャットクラブ キャットグルーマーライセンス B級・C級
- 日本損害保険協会 損害保険募集人
- ペットフード協会 ペットフード販売士
- 日本小動物獣医師会 動物診療助手
- 日本ペット栄養学会 ペット栄養管理士
- 日本ペットBLS防災学会 ペットBLS検定